# Unfriended
Unfriended è un film del 2014 diretto da Levan Gabriadze.
Il film, di genere horror, girato in forma di mockumentary, venne mostrato per la prima volta al Fantasia Film Festival il 20 luglio 2014 e venne successivamente comprato dalla Universal Pictures e dalla Blumhouse Productions di Jason Blum, casa di produzione di diversi successi come Paranormal Activity, Insidious, Sinister, Ouija, La notte del giudizio e molti altri. Il film è una variazione al sottogenere horror found footage, dato che non è ripreso da una telecamera manuale, ma è ambientato completamente nello schermo di un MacBook Air appartenente a Blaire, la protagonista, interpretata da Shelley Hennig.
A differenza di quanto accaduto ad altri film analoghi (tra cui Paranormal Activity e altri) il film è stato accolto con recensioni generalmente positive da parte della critica, che ha elogiato la sceneggiatura e la trama della pellicola; ha incassato mondialmente 64 milioni di dollari con un budget di un solo milione, diventando così un enorme successo finanziario.

## Trama
Fresno, California, 12 aprile 2014. Un gruppo di amici (composto da Blaire, il fidanzato Mitch e gli amici Jess, Adam, Ken e Val) decide di fare una chat di gruppo sul noto programma di messaggistica Skype, esattamente un anno dopo la scomparsa della loro coetanea Laura, suicidatasi per via dei troppi insulti ricevuti in un video, postato da un anonimo sul web, che presentava la stessa Laura defecarsi addosso da ubriaca. Improvvisamente entra in chat un account, appartenente alla giovane suicida. I ragazzi pensano inizialmente ad uno scherzo, ma la persona dietro questo profilo vuole che qualcuno del gruppo ammetta di essere il colpevole, in anonimato, della pubblicazione del video. Infatti, tra di loro si trova la persona che ha postato il video di Laura.
Il gruppo fa diversi tentativi per sbarazzarsi dell'utente. All'improvviso, l'account Facebook di Laura comincia a mandare agli amici dei messaggi criptici, che li induce a sospettare che dietro questo fenomeno ci sia la loro amica Val, supponendo si tratti solo di un semplice scherzo; quando Val si unisce alla chat, Jess ritrova il suo account Facebook pieno di immagini ripugnanti e compromettenti, ritraenti Val completamente ubriaca durante una festa; Jess cerca di eliminare le foto, ma non ci riesce, e le immagini continuano ad aggiornarsi. Quando finalmente sembrano cancellate, le foto riappaiono, questa volta sull'account di Adam: i messaggi vengono visualizzati da tutti i ragazzi, e ogni commento sembra offendere ognuno dei giovani, creando massicci litigi tra i membri del gruppo; dopo essere stata più volte minacciata da Laura, Val decide di chiamare il 911 per denunciarla per atti di bullismo via web. Ken poi afferma che Laura non le era mai piaciuta, perché la considerava una bulletta.
In seguito, Laura pubblica su Facebook una chat tra Val e Laura, in cui quest'ultima supplicava la ragazza di non pubblicare il video della festa, ma Val aveva crudelmente rifiutato la sua richiesta e l'aveva messo in rete, inducendola ad uccidersi: Val era stata poi rimproverata più volte su vari social network per il suo atto di crudeltà. All'improvviso, l'account di Val riappare (la ragazza era uscita dalla chat per chiamare il 911) e gli amici la trovano in silenzio, seduta e con gli occhi sbarrati a fissare la videocamera, accanto a una bottiglia aperta di candeggina; preoccupati per la ragazza, gli amici provano a chiamarla, ma quando il telefono squilla Val non si muove. La ragazza, evidentemente in trance, continua a fissarli, finché il computer cade violentemente per terra. Interviene quindi la polizia, che etichetta la morte di Val come suicidio.
Dopo questa terribile esperienza, Laura continua a mandare foto individualmente ai ragazzi, che non le aprono per paura. Solo Blaire ha il coraggio di aprire la sua e, quando lo fa, non crede ai suoi occhi: la foto ritrae lei e Adam durante un rapporto sessuale. Esasperati, i ragazzi riescono apparentemente a liberarsi dell'account misterioso, grazie a un programma antivirus inviato da Ken, ma purtroppo l'account riappare improvvisamente attraverso una telefonata al 911 e questa volta sembra riprendere qualcosa; i ragazzi sono in preda al panico, finché la videocamera dell'account misterioso si sposta e riprende Ken. La videocamera quindi si trova in camera di Ken e, quando il ragazzo sembra accorgersene, è ormai troppo tardi: qualcuno o qualcosa lo afferra e gli tritura la mano e il collo in un frullatore, mentre Blaire, Mitch, Jess e Adam guardano attoniti sullo schermo.
Successivamente, Laura obbliga il gruppo a giocare ad un terribile Non ho mai… (un gioco molto popolare durante le feste, che consiste nell'alzare cinque dita della mano e abbassarne una quando si commette qualcosa che il giocatore che sta parlando non ha mai fatto; il primo che abbassa tutte le dita deve bere dell'alcol, anche se nella versione ideata da Laura chi abbassa per primo tutte le dita della mano non deve bere, ma morire), svelando così i segreti più oscuri dei ragazzi, che li mettono in contrasto tra di loro: si scopre che Jess aveva diffuso una voce secondo cui Blaire avesse un disturbo alimentare; Blaire, mentre era ubriaca, aveva distrutto la macchina di Jess; Mitch aveva baciato Laura all'insaputa di Blaire; Mitch aveva spifferato alla polizia che Adam faceva uso di cannabis; e, infine, Jess aveva hackerato il conto corrente di Adam rubandogli 800 dollari. Adam, che in quel momento è ubriaco e arrabbiato con Mitch, utilizza il gioco per costringere Blaire a dichiarare di non essere più vergine (tempo prima infatti i due avevano avuto un rapporto sessuale), e Laura pubblica il video su YouTube per dimostrarlo. Mitch ne rimane traumatizzato, poiché era da tanto che desiderava fare l'amore con Blaire, ma quest'ultima gli aveva chiesto di aspettare al ballo di fine anno. Nonostante Blaire cerchi di consolarlo, Mitch la caccia malamente finché, dalla sua stampante e da quella di Adam, sbucano dei fogli sui quali è scritto qualcosa che i due, però, non possono rivelare; Mitch,  sentendosi tradito da Blaire, le dice che se lo ama davvero deve mostrargli la nota; Blaire, per amore del ragazzo, gira il foglio dove c'è scritto: "Se riveli questa nota, Adam morirà". Infatti, nello stesso momento, Adam si spara alla testa con la pistola di suo padre, molto probabilmente manovrata sotto possessione da Laura. Il suo telefono cade a terra, mostrando il suo foglio: "Se riveli questa nota, Blaire morirà".
Nonostante la morte di Adam, Laura dice che il gioco non è ancora finito. Questa volta ha una domanda diretta a Jess: le chiede se sia stata lei a deturpare la sua tomba. Jess, sotto consiglio di Blaire, non dice niente, ma, quando le luci si spengono all'improvviso, si rifugia in bagno; Blaire riesce a contattare la polizia attraverso un sito di chat con sconosciuti, ma è troppo tardi: Jess viene uccisa crudelmente da Laura, che le fa infilare in fondo alla gola la sua piastra per i capelli accesa. A quel punto, Blaire e Mitch rimangono soli, finché Blaire, in una chat con Laura, le svela che è Mitch l'autore del video; il ragazzo, anche lui posseduto da Laura, si accoltella in un occhio. 
Blaire crede così che sia tutto finito, ma si sbaglia: Laura infatti ricomincia il conto alla rovescia, rivelando che c'è ancora qualcosa che Blaire non ha confessato. La ragazza sembra non capire a cosa si riferisca e supplica Laura, cercando di fare leva sulla loro fraterna amicizia, ma invano. A tempo scaduto, Laura carica la versione integrale del video di lei ubriaca sull'account Facebook di Blaire, in cui si vede in faccia la persona che sta filmando, ovvero Blaire stessa. Vedendo il video postato, gli amici di Blaire le si rivoltano contro, dopodiché Laura dice che quello che ha fatto vivrà su Internet per sempre. Ad un certo punto, la porta si apre cigolando e una silhouette appare nella stanza, chiudendo il computer di Blaire (rivelando quindi che il film è girato in prima persona). Nel finale la sagoma di Laura salta addosso a Blaire, uccidendola prima che cacci un grido di terrore.

## Produzione
Il film, scritto da Nelson Greaves, era inizialmente intitolato Offline e attirò il regista Levan Gabriadze, perché il tema principale è il bullismo, che secondo lui nel corso degli anni ha subìto profonde variazioni. Il titolo del film venne cambiato durante le riprese in Cybernatural. Le riprese durarono 16 giorni, 12 ore per giorno, e qualche altro giorno venne speso per ricreare diverse scene. Alla fine il titolo scelto fu Unfriended.
Il film è stato girato in una sola casa, con tutti i membri del cast in stanze diverse.

## Promozione

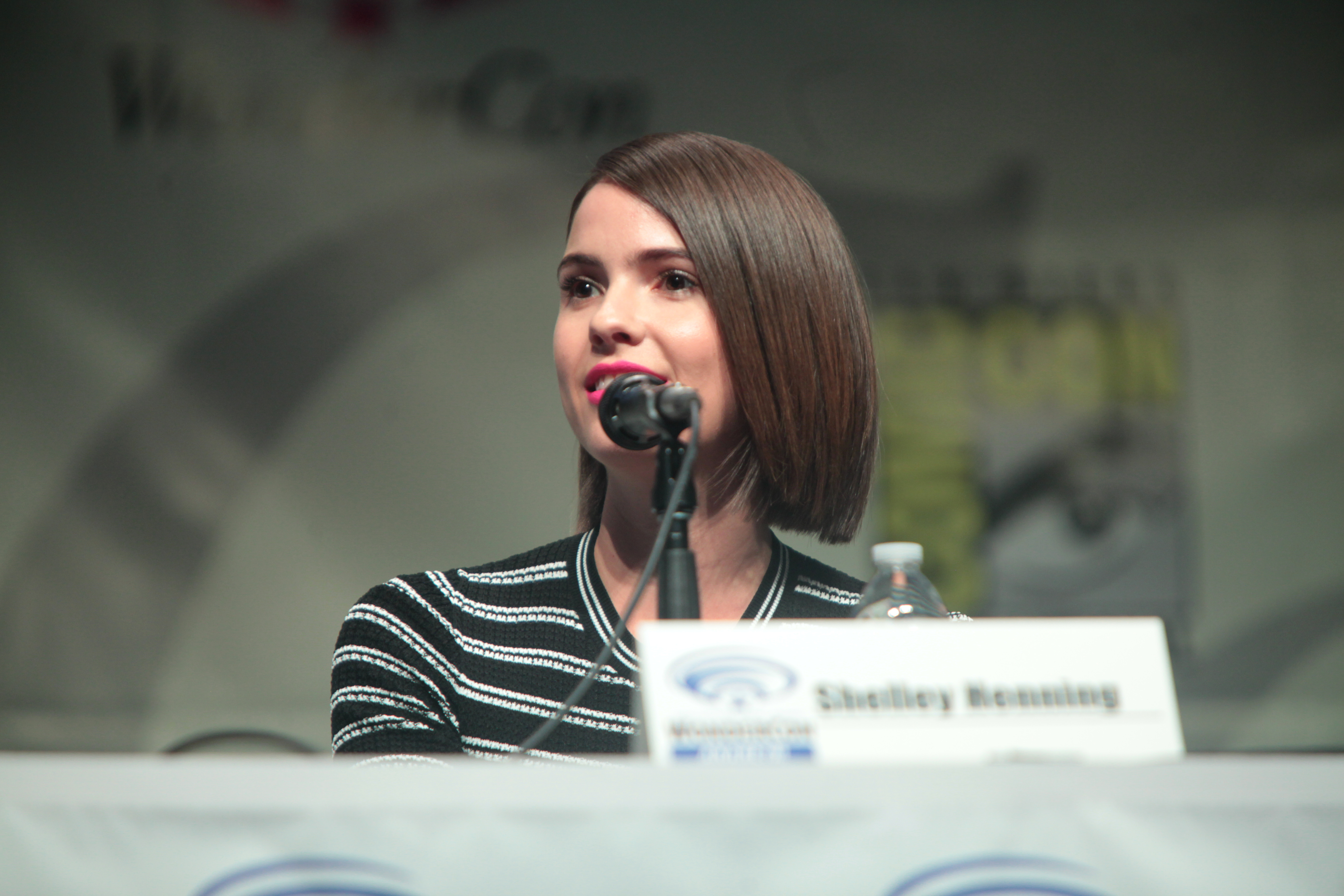
Nell'immagine, Shelley Hennig che nel film interpreta la protagonista

Il 12 gennaio 2015 è stato postato su YouTube il primo trailer del film, che fino ad oggi ha totalizzato quasi 16 milioni di visualizzazioni e che è diventato un successo in rete, dato il fatto che innumerevoli sono state le parodie in social network come Vine, Instagram e nello stesso YouTube. Nella pagina Facebook ufficiale sono stati postati diversi spot televisivi e un trailer esclusivo dove i protagonisti giocano a Never Have I Ever (in italiano, "io non ho mai"). Il 13 febbraio su Kik Messenger è stato reso possibile avere una conversazione con Laura Barns. Le risposte della ragazza erano automatiche e pre-scritte e così sono anche nel profilo Facebook "Laura Barns", con oltre 130.000 mi piace. Nel sito ufficiale del film è possibile giocare a Never Have I Ever, ma non in versione tradizionale ma in una versione inquietante come quella giocata dai protagonisti. Il trailer ufficiale italiano è stato postato per la prima volta su Yahoo il 9 aprile 2015 e successivamente una settimana dopo su YouTube e ha per ora totalizzato quasi 20.000 visualizzazioni.

## Distribuzione
Venne presentato il 20 luglio 2014 al Fantasia Festival ancora sotto il titolo di produzione Cybernatural, e altre anteprime con il titolo ufficiale sono state presentate al Playlist Live il 6 febbraio 2015 e il 13 marzo 2015 al SXSW. Il film è uscito ufficialmente nelle sale americane il 17 aprile 2015, mentre in Italia uscì nelle sale cinematografiche il 18 giugno dello stesso anno.

## Accoglienza

### Incassi
Unfriended ha incassato 64 milioni di dollari circa in tutto il mondo, divenendo un successo, dato che per produrlo è stato speso un milione di dollari. Nel Nord America si è piazzato al terzo posto in classifica dietro a Fast and Furious 7 e Paul Blart: Mall Cop 2. Nel primo giorno nelle sale ha incassato 7 milioni di dollari, già sette volte il suo budget, mentre nel suo primo weekend i dollari incassati sono stati 16 milioni.

### Critica
Unfriended ha ricevuto critiche miste dalla critica. Su Rotten Tomatoes ha il 61% di critiche positive.

## Sequel
Blumhouse Production ha ufficializzato l'uscita del sequel, la cui produzione era già in corso dal 2015. Il 4 ottobre 2017, diversi negozi hanno iniziato a diffondere che il sequel era stato girato segretamente e che una proiezione di prova del film si era tenuta la sera prima con delle reazioni molto positive da un pubblico privato. Ciò è stato confermato pochi giorni dopo dalla Blumhouse, che ha rivelato il titolo provvisorio di "Unfriended: Game Night", oltre a rivelare la sinossi della trama ufficiale e il cast completo, il titolo è stato successivamente cambiato in Unfriended: Dark Web. Il film è uscito negli USA il 20 luglio 2018, dopo l'anteprima del 9 marzo dello stesso anno.